# Contes barbares
Contes barbares est un tableau réalisé par le peintre français Paul Gauguin en 1902 dans les îles Marquises. De format vertical, cette huile sur toile représente deux jeunes femmes polynésiennes assises les seins nus dans un paysage fleuri, avec derrière elles à gauche un homme blanc accroupi, les yeux verts et les orteils griffus. Il s'agit sans doute d'un portrait de Meyer de Haan, peintre néerlandais disparu en 1895. Acquise en 1903-1904, l'œuvre est conservée au musée Folkwang, à Essen, en Allemagne.